# Antonio Mereu
Antonio Mereu (Sant'Antioco, 22 gennaio 1943) è un ex politico italiano.

## Biografia

### Elezione a deputato
Alle elezioni politiche del 2001 viene eletto alla Camera dei Deputati nel collegio uninominale di Carbonia, sostenuto dalla Casa delle Libertà (in quota UDC).
Alle elezioni politiche del 2006 viene riconfermato deputato, nella circoscrizione Sardegna, nelle liste dell'Unione di Centro.
Alle elezioni politiche del 2008 è candidato per la terza volta alla Camera dei Deputati, nella circoscrizione Sardegna, nelle liste dell'Unione di centro (in quarta posizione), risultando tuttavia il primo dei non eletti.
Il 9 giugno 2009, in seguito alle dimissioni di Sergio Milia dalla carica di parlamentare, viene rieletto deputato della XVI Legislatura.
È inoltre stato consigliere comunale a Carbonia dal 2011 al 2016.